# Agostino Braca
Agostino Braca (Salerno, 28 giugno 1959) è uno scacchista italiano.

## Biografia
Attivo in campo agonistico ed organizzativo dal 1972 (anno dell'iscrizione al locale Gruppo Scacchistico Salernitano) fino ai primi anni novanta, quando ha abbandonato l'attività scacchistica.
Negli anni 1980 - 1983 è teorico  e pluricampione italiano di scacchi eterodossi, vincitore di 9 campionati in 7 specialità diverse.
In campo organizzativo, ha ricoperto la carica di Segretario Nazionale della Lega Scacchi della U.I.S.P. negli anni 1988 - 1989 e di Presidente del Comitato Regionale Campano C.O.N.I. - FSI nel 1991.